# Rhinella bergi
Rhinella bergi es una especie de anfibio anuro de la familia Bufonidae.
Se encuentra en el nordeste de Argentina, sur de Brasil y Paraguay.
Su hábitat natural incluye sabanas secas y húmedas, praderas parcialmente inundadas, marismas de agua dulce, tierra arable, zonas de pastos y estanques.